# Copa América de 2011
A Copa América de 2011 foi a 43ª edição da competição que foi realizada na Argentina. Assim foi decidido pela Confederação Sul-Americana de Futebol (CONMEBOL), que iniciou um novo ciclo do sistema rotativo que decide as sedes entre os países sul-americanos. Esta decisão foi confirmada em 24 de novembro de 2008.
O Uruguai venceu a competição após golear o Paraguai na final por 3–0, tornando-se o maior vencedor da Copa América até então com 15 títulos, o primeiro desde 1995. Como campeão, participou da Copa das Confederações de 2013, realizada no Brasil.

## Seleções participantes
Nesta edição, como nas anteriores, participaram 12 seleções nacionais, das quais dez foram os países membros da CONMEBOL, além de duas seleções convidadas, que desta vez foram Japão e México.
Em 8 de maio de 2009, a Federação Mexicana de Futebol anunciou que por tempo indeterminado não participaria de qualquer competição organizada pela CONMEBOL por não estar de acordo com a resolução desta instituição, que determinou que as equipes mexicanas classificadas nas oitavas de final da Copa Libertadores de 2009 deveriam disputar seus confrontos em partidas únicas nos estádios dos rivais, pois estes recusaram jogar no México por causa do grave surto de gripe A (H1N1) de 2009.
No Congresso Extraordinário e reunião do Comitê Executivo da CONMEBOL realizado nas Bahamas em 1 de junho de 2009, foi feita uma reunião especial com a Federação Mexicana de Futebol sobre o problema em relação ao surto de gripe.
Finalmente, o México anunciou o seu regresso as competições sul-americanas e foi confirmada sua participação na Copa América de 2011, assim como a do Japão.
Porém, em março de 2011, o terremoto seguido de tsunami que arrasou a costa nordeste do Japão colocou em dúvida a participação da seleção nacional na Copa América devido a grave situação que se instaurou no país. A Associação de Futebol do Japão chegou a confirmar que participaria da competição, mas em 4 de abril anunciou a CONMEBOL sua desistência.. A CONMEBOL então fez um novo convite a JFA, que em 14 de abril confirmou a participação no torneio, mas em 16 de maio voltou a declinar sob a alegação de que não poderia contar com os jogadores que atuam na liga local, e não teria a liberação de alguns que atuam fora do país. A vaga foi então oferecida pela CONMEBOL à Costa Rica, que aceitou participar com sua seleção sub-23 mais cinco jogadores acima dessa idade.
Segue a lista das equipes participantes:
- Argentina
- Bolívia
- Brasil
- Chile
- Colômbia
- Costa Rica (convidado)
- Equador
- México (convidado)
- Paraguai
- Peru
- Uruguai
- Venezuela

## Sedes
Durante a reunião do Comitê Executivo da CONMEBOL em junho de 2009, o presidente da Associação do Futebol Argentino (AFA), Julio Grondona, anunciou as cidades de Buenos Aires, La Plata, Córdoba, Santa Fé, San Salvador de Jujuy e Salta como sedes da Copa América de 2011.
Em 29 de abril de 2010, a CONMEBOL anunciou que a partida inaugural será realizada em La Plata e a final no Estádio Monumental de Núñez, em Buenos Aires.
| Buenos Aires                 | Buenos Aires Córdoba Jujuy La Plata Mendoza Salta Santa Fé San Juan | Mendoza                                    |
| Estádio Monumental de Núñez  | Buenos Aires Córdoba Jujuy La Plata Mendoza Salta Santa Fé San Juan | Estádio Malvinas Argentinas                |
| Capacidade: 57 921           | Buenos Aires Córdoba Jujuy La Plata Mendoza Salta Santa Fé San Juan | Capacidade: 40 268                         |
|                              | Buenos Aires Córdoba Jujuy La Plata Mendoza Salta Santa Fé San Juan |                                            |
| Córdoba                      | Buenos Aires Córdoba Jujuy La Plata Mendoza Salta Santa Fé San Juan | Salta                                      |
| Estádio Mario Alberto Kempes | Buenos Aires Córdoba Jujuy La Plata Mendoza Salta Santa Fé San Juan | Estádio Padre Ernesto Martearena           |
| Capacidade: 57 000           | Buenos Aires Córdoba Jujuy La Plata Mendoza Salta Santa Fé San Juan | Capacidade: 20 408                         |
|                              | Buenos Aires Córdoba Jujuy La Plata Mendoza Salta Santa Fé San Juan |                                            |
| San Salvador de Jujuy        | Buenos Aires Córdoba Jujuy La Plata Mendoza Salta Santa Fé San Juan | San Juan                                   |
| Estádio 23 de Agosto         | Buenos Aires Córdoba Jujuy La Plata Mendoza Salta Santa Fé San Juan | Estádio del Bicentenario                   |
| Capacidade: 23 000           | Buenos Aires Córdoba Jujuy La Plata Mendoza Salta Santa Fé San Juan | Capacidade: 25 000                         |
|                              | Buenos Aires Córdoba Jujuy La Plata Mendoza Salta Santa Fé San Juan |                                            |
| La Plata                     | Buenos Aires Córdoba Jujuy La Plata Mendoza Salta Santa Fé San Juan | Santa Fé                                   |
| Estádio Ciudad de La Plata   | Buenos Aires Córdoba Jujuy La Plata Mendoza Salta Santa Fé San Juan | Estádio Brigadier General Estanislao López |
| Capacidade: 53 000           | Buenos Aires Córdoba Jujuy La Plata Mendoza Salta Santa Fé San Juan | Capacidade: 47 000                         |
|                              | Buenos Aires Córdoba Jujuy La Plata Mendoza Salta Santa Fé San Juan |                                            |

## Sorteio
O sorteio que determinou a composição dos grupos foi realizado em 11 de novembro de 2010 no Teatro Argentino, em La Plata. Anteriormente, o Comitê Executivo da CONMEBOL havia defindo que Argentina, Brasil e Uruguai seriam os cabeças de chave. A distribuição por potes se deu da seguinte maneira:
| Pote 1                   | Pote 2                  | Pote 3                 | Pote 4                    |
| ------------------------ | ----------------------- | ---------------------- | ------------------------- |
| Argentina Brasil Uruguai | Chile Colômbia Paraguai | Bolívia Peru Venezuela | Equador Costa Rica México |

## Arbitragem
A Comissão de Árbitros da CONMEBOL anunciou em 7 de junho de 2011 a lista de doze árbitros principais e doze árbitros assistentes para a Copa América 2011.
| País       | Árbitro          | Assistente                |
| ---------- | ---------------- | ------------------------- |
| Argentina  | Sergio Pezzotta  | Ricardo Casas             |
| Argentina  | Sergio Pezzotta  | Hernán Maidana (suplente) |
| Argentina  | Sergio Pezzotta  | Diego Bonfa (suplente)    |
| Bolívia    | Raúl Orosco      | Efraín Castro             |
| Brasil     | Sálvio Fagundes  | Márcio Santiago           |
| Chile      | Enrique Osses    | Francisco Mondría         |
| Colômbia   | Wilmar Roldán    | Humberto Clavijo          |
| Equador    | Carlos Vera      | Luis Alvarado             |
| Paraguai   | Carlos Amarilla  | Nicolás Yegros            |
| Peru       | Víctor Rivera    | Luis Abadie               |
| Uruguai    | Roberto Silvera  | Miguel Nievas             |
| Venezuela  | Juan Soto        | Luis Sánchez              |
| Costa Rica | Walter Quesada   | Leonel Leal               |
| México     | Francisco Chacón | Marvin Torrentera         |

## Fórmula de disputa
Na primeira fase, as doze equipes participantes foram divididas em três grupos de quatro equipes cada. Cada equipe enfrentou os três adversários dentro do grupo. Em caso de empate por pontos, a classificação se determinaria através dos seguintes critérios, seguindo a ordem:
1. Saldo de gols
2. Número de gols a favor (gols pró)
3. Resultado da partida entre as equipes em questão
4. Sorteio

As duas melhores equipes de cada grupo, mais os dois melhores terceiros colocados, avançaram as quartas de final. A partir dessa fase foram disputados jogos eliminatórios até se chegar aos dois finalistas. Em caso de empate no tempo normal, seria disputada uma prorrogação de 30 minutos e, persistindo o empate, decisão por pênaltis.

## Primeira fase
|  | Equipes classificadas às quartas de final                   |
|  | Equipes classificadas como melhores terceiros classificados |
|  | Equipes eliminadas                                          |

Todas as partidas seguiram o fuso horário local (UTC-3).

### Grupo A
| Pos. | Seleção    | Pts | J | V | E | D | GP | GC | SG |
| ---- | ---------- | --- | - | - | - | - | -- | -- | -- |
| 1    | Colômbia   | 7   | 3 | 2 | 1 | 0 | 3  | 0  | +3 |
| 2    | Argentina  | 5   | 3 | 1 | 2 | 0 | 4  | 1  | +3 |
| 3    | Costa Rica | 3   | 3 | 1 | 0 | 2 | 2  | 4  | –2 |
| 4    | Bolívia    | 1   | 3 | 0 | 1 | 2 | 1  | 5  | –4 |

| 1 de julho | Argentina  | 1 – 1     | Bolívia   | Estádio Ciudad de La Plata, La Plata |
| 21:45      | Agüero 75' | Relatório | Rojas 47' | Árbitro: URU Roberto Silvera         |

| 2 de julho | Colômbia     | 1 – 0     | Costa Rica | Estádio 23 de Agosto, San Salvador de Jujuy |
| 15:30      | A. Ramos 44' | Relatório |            | Árbitro: CHI Enrique Osses                  |

| 6 de julho | Argentina | 0 – 0     | Colômbia | Estádio Brigadier General Estanislao López, Santa Fé |
| 21:45      |           | Relatório |          | Árbitro: BRA Sálvio Fagundes                         |

| 7 de julho | Bolívia | 0 – 2     | Costa Rica                  | Estádio 23 de Agosto, San Salvador de Jujuy |
| 19:15      |         | Relatório | Martínez 59' · Campbell 78' | Árbitro: ECU Carlos Vera                    |

| 10 de julho | Colômbia                     | 2 – 0     | Bolívia | Estádio Brigadier General Estanislao López, Santa Fé |
| 16:00       | Falcao García 14', 28' (pen) | Relatório |         | Árbitro: MEX Francisco Chacón                        |

| 11 de julho | Argentina                        | 3 – 0     | Costa Rica | Estádio Mario Alberto Kempes, Córdoba |
| 21:45       | Agüero 45+1', 52' · di María 63' | Relatório |            | Árbitro: PER Víctor Rivera            |

### Grupo B
| Pos. | Seleção   | Pts | J | V | E | D | GP | GC | SG |
| ---- | --------- | --- | - | - | - | - | -- | -- | -- |
| 1    | Brasil    | 5   | 3 | 1 | 2 | 0 | 6  | 4  | +2 |
| 2    | Venezuela | 5   | 3 | 1 | 2 | 0 | 4  | 3  | +1 |
| 3    | Paraguai  | 3   | 3 | 0 | 3 | 0 | 5  | 5  | 0  |
| 4    | Equador   | 1   | 3 | 0 | 1 | 2 | 2  | 5  | –3 |

| 3 de julho | Brasil | 0 – 0     | Venezuela | Estádio Ciudad de La Plata, La Plata |
| 16:00      |        | Relatório |           | Árbitro: BOL Raúl Orosco             |

| 3 de julho | Paraguai | 0 – 0     | Equador | Estádio Brigadier General Estanislao López, Santa Fé |
| 18:30      |          | Relatório |         | Árbitro: ARG Sergio Pezzotta                         |

| 9 de julho | Brasil                | 2 – 2     | Paraguai                          | Estádio Mario Alberto Kempes, Córdoba |
| 16:00      | Jádson 38' · Fred 89' | Relatório | Santa Cruz 54' · Haedo Valdez 66' | Árbitro: COL Wilmar Roldán            |

| 9 de julho | Venezuela       | 1 – 0     | Equador | Estádio Padre Ernesto Martearena, Salta |
| 18:30      | C. González 61' | Relatório |         | Árbitro: CRC Walter Quesada             |

| 13 de julho | Paraguai                                | 3 – 3     | Venezuela                            | Estádio Padre Ernesto Martearena, Salta |
| 19:15       | Alcaraz 32' · Barrios 62' · Riveros 85' | Relatório | Rondón 4' · Fedor 89' · Perozo 90+2' | Árbitro: CHI Enrique Osses              |

| 13 de julho | Brasil                                    | 4 – 2     | Equador          | Estádio Mario Alberto Kempes, Córdoba |
| 21:45       | Alexandre Pato 28', 61' · Neymar 48', 71' | Relatório | Caicedo 36', 58' | Árbitro: URU Roberto Silvera          |

### Grupo C
| Pos. | Seleção | Pts | J | V | E | D | GP | GC | SG |
| ---- | ------- | --- | - | - | - | - | -- | -- | -- |
| 1    | Chile   | 7   | 3 | 2 | 1 | 0 | 4  | 2  | +2 |
| 2    | Uruguai | 5   | 3 | 1 | 2 | 0 | 3  | 2  | +1 |
| 3    | Peru    | 4   | 3 | 1 | 1 | 1 | 2  | 2  | 0  |
| 4    | México  | 0   | 3 | 0 | 0 | 3 | 1  | 4  | –3 |

| 4 de julho | Uruguai      | 1 – 1     | Peru         | Estádio del Bicentenario, San Juan |
| 19:15      | Suárez 45+1' | Relatório | Guerrero 23' | Árbitro: COL Wilmar Roldán         |

| 4 de julho | Chile                   | 2 – 1     | México     | Estádio del Bicentenario, San Juan |
| 21:45      | Paredes 66' · Vidal 72' | Relatório | Araujo 40' | Árbitro: VEN Juan Soto             |

| 8 de julho | Uruguai        | 1 – 1     | Chile       | Estádio Malvinas Argentinas, Mendoza |
| 19:15      | A. Pereira 53' | Relatório | Sánchez 64' | Árbitro: PAR Carlos Amarilla         |

| 8 de julho | Peru         | 1 – 0     | México | Estádio Malvinas Argentinas, Mendoza |
| 21:45      | Guerrero 83' | Relatório |        | Árbitro: ARG Sergio Pezzotta         |

| 12 de julho | Chile                 | 1 – 0     | Peru | Estádio Malvinas Argentinas, Mendoza |
| 19:15       | Carrillo 90+2' (g.c.) | Relatório |      | Árbitro: BRA Sálvio Fagundes         |

| 12 de julho | Uruguai        | 1 – 0     | México | Estádio Ciudad de La Plata, La Plata |
| 21:45       | A. Pereira 14' | Relatório |        | Árbitro: BOL Raúl Orosco             |

### Melhores terceiros classificados
As duas melhores seleções terceiro colocadas nos grupos também avançaram para as quartas de final.
| Pos. | Seleção    | Pts | J | V | E | D | GP | GC | SG | Grupo |
| ---- | ---------- | --- | - | - | - | - | -- | -- | -- | ----- |
| 1    | Peru       | 4   | 3 | 1 | 1 | 1 | 2  | 2  | 0  | C     |
| 2    | Paraguai   | 3   | 3 | 0 | 3 | 0 | 5  | 5  | 0  | B     |
| 3    | Costa Rica | 3   | 3 | 1 | 0 | 2 | 2  | 4  | –2 | A     |

## Fase final
|  | Quartas de final       | Quartas de final      |                            |           | Semifinais     | Semifinais     |  |  | Final                  | Final |
|  |                        |                       |                            |           |                |                |  |  |                        |       |
|  | 16 de julho – Córdoba  |                       |                            |           |                |                |  |  |                        |       |
|  |                        |                       |                            |           |                |                |  |  |                        |       |
|  | Colômbia               | 0                     |                            |           |                |                |  |  |                        |       |
|  | Colômbia               | 0                     | 19 de julho – La Plata     |           |                |                |  |  |                        |       |
|  | Peru (pro)             | 2                     |                            |           |                |                |  |  |                        |       |
|  | Peru (pro)             | 2                     | Peru                       | 0         |                |                |  |  |                        |       |
|  | 16 de julho – Santa Fé |                       | Peru                       | 0         |                |                |  |  |                        |       |
|  |                        | Uruguai               | 2                          |           |                |                |  |  |                        |       |
|  | Argentina              | Uruguai               | 2                          | 1 (4)     |                |                |  |  |                        |       |
|  | Argentina              |                       | 24 de julho – Buenos Aires | 1 (4)     |                |                |  |  |                        |       |
|  | Uruguai (pen)          | 1 (5)                 |                            |           |                |                |  |  |                        |       |
|  | Uruguai (pen)          | 1 (5)                 | Uruguai                    | 3         |                |                |  |  |                        |       |
|  | 17 de julho – La Plata |                       | Uruguai                    | 3         |                |                |  |  |                        |       |
|  |                        | Paraguai              | 0                          |           |                |                |  |  |                        |       |
|  | Brasil                 | Paraguai              | 0                          | 0 (0)     |                |                |  |  |                        |       |
|  | Brasil                 | 20 de julho – Mendoza |                            | 0 (0)     |                |                |  |  |                        |       |
|  | Paraguai (pen)         | 0 (2)                 |                            |           |                |                |  |  |                        |       |
|  | Paraguai (pen)         | 0 (2)                 | Paraguai (pen)             | 0 (5)     | Terceiro lugar | Terceiro lugar |  |  |                        |       |
|  | 17 de julho – San Juan |                       | Paraguai (pen)             | 0 (5)     | Terceiro lugar | Terceiro lugar |  |  |                        |       |
|  |                        | Venezuela             | 0 (3)                      |           |                |                |  |  |                        |       |
|  | Chile                  | Venezuela             | 0 (3)                      | 1         | Peru           | 4              |  |  |                        |       |
|  | Chile                  |                       |                            | 1         | Peru           | 4              |  |  |                        |       |
|  | Venezuela              | 2                     |                            | Venezuela | 1              |                |  |  |                        |       |
|  | Venezuela              | 2                     |                            |           | 1              |                |  |  |                        |       |
|  |                        |                       |                            |           |                |                |  |  | 23 de julho – La Plata |       |
|  |                        |                       |                            |           |                |                |  |  |                        |       |

### Quartas de final
| 16 de julho | Colômbia | 0 – 2 (pro) | Peru                       | Estádio Mario Alberto Kempes, Córdoba |
| 16:00       |          | Relatório   | Lobatón 101' · Vargas 111' | Árbitro: MEX Francisco Chacón         |

| 16 de julho | Argentina   | 1 – 1 (pro) | Uruguai  | Estádio Brigadier General Estanislao López, Santa Fé |
| 19:15       | Higuaín 17' | Relatório   | Pérez 5' | Árbitro: PAR Carlos Amarilla                         |

|                                      |       | Penalidades                          |  |
| Messi Burdisso Tévez Pastore Higuaín | 4 – 5 | Forlán Suárez Scotti Gargano Cáceres |  |

| 17 de julho | Brasil | 0 – 0 (pro) | Paraguai | Estádio Ciudad de La Plata, La Plata |
| 16:00       |        | Relatório   |          | Árbitro: ARG Sergio Pezzotta         |

|                                      |       | Penalidades                     |  |
| Elano Thiago Silva André Santos Fred | 0 – 2 | E. Barreto Estigarribia Riveros |  |

| 17 de julho | Chile     | 1 – 2     | Venezuela                     | Estádio del Bicentenario, San Juan |
| 19:15       | Suazo 69' | Relatório | Vizcarrondo 34' · Cichero 80' | Árbitro: ECU Carlos Vera           |

### Semifinal
| 19 de julho | Peru | 0 – 2     | Uruguai         | Estádio Ciudad de La Plata, La Plata |
| 21:45       |      | Relatório | Suárez 52', 57' | Árbitro: BOL Raúl Orosco             |

| 20 de julho | Paraguai | 0 – 0 (pro) | Venezuela | Estádio Malvinas Argentinas, Mendoza |
| 21:45       |          | Relatório   |           | Árbitro: MEX Francisco Chacón        |

|                                         |       | Penalidades                |  |
| Ortigoza Barrios Riveros Martínez Verón | 5 – 3 | Maldonado Rey Lucena Fedor |  |

### Disputa pelo terceiro lugar
| 23 de julho | Peru                                    | 4 – 1     | Venezuela  | Estádio Ciudad de La Plata, La Plata |
| 16:00       | Chiroque 41' · Guerrero 63', 89', 90+2' | Relatório | Arango 77' | Árbitro: COL Wilmar Roldán           |

### Final
| 24 de julho | Uruguai                      | 3 – 0     | Paraguai | Estádio Monumental de Núñez, Buenos Aires |
| 16:00       | Suárez 11' · Forlán 41', 89' | Relatório |          | Árbitro: BRA Sálvio Fagundes              |

| Uruguai | Paraguai |

## Premiações
| Copa América de 2011         |
| Uruguai                      |
| ---------------------------- |
| URUGUAI Campeão (15º título) |

| Artilheiro          | Melhor jogador      | Melhor goleiro | Fair Play | Melhor Jogador Jovem |
| ------------------- | ------------------- | -------------- | --------- | -------------------- |
| José Paolo Guerrero | Luis Alberto Suárez | Justo Villar   | Uruguai   | Sebastián Coates     |

## Artilharia
5 gols (1)
- PER Paolo Guerrero

4 gols (1)
- URU Luis Alberto Suárez

3 gols (1)
- ARG Sergio Agüero

2 gols (6)
- BRA Alexandre Pato
- BRA Neymar
- COL Radamel Falcao García
- ECU Felipe Caicedo
- URU Álvaro Pereira
- URU Diego Forlán

1 gol (29)
- ARG Ángel di María
- ARG Gonzalo Higuaín
- BOL Edivaldo Rojas
- BRA Fred
- BRA Jádson
- CHI Alexis Sánchez
- CHI Arturo Vidal
- CHI Esteban Paredes
- CHI Humberto Suazo
- CRC Joel Campbell
- CRC Josué Martínez
- COL Adrián Ramos
- MEX Néstor Araujo
- PAR Antolín Alcaraz
- PAR Cristian Riveros
- PAR Lucas Barrios
- PAR Nelson Haedo Valdez
- PAR Roque Santa Cruz
- PER Carlos Lobatón
- PER Juan Manuel Vargas
- PER William Chiroque
- URU Diego Pérez
- VEN César Eduardo González
- VEN Gabriel Cichero
- VEN Grenddy Perozo
- VEN Juan Arango
- VEN Nicolás Fedor
- VEN Oswaldo Vizcarrondo
- VEN Salomón Rondón

Gols contra (1)
- PER André Carrillo (a favor do Chile)